# Magdalena Falewicz
Magdalena Falewicz (* 11. Februar 1946 in Lublin) ist eine polnische Opernsängerin (Sopran).

## Werdegang
Falewicz nahm in Warschau ein Studium auf und debütierte dort 1971. Von 1972 bis 1979 war sie Ensemble-Mitglied der Komischen Oper Berlin. Dort sang sie u. a. den Oscar im Maskenball, die Contessa im Figaro (Regie: Walter Felsenstein) und die Madame Butterfly (Inszenierung: Joachim Herz).
Von 1979 bis Mitte der 1990er Jahre war sie im Ensemble der Staatsoper unter den Linden Berlin. Dort sang sie u. a. Contessa, Donna Elvira, Pamina (auch beim Japan-Gastspiel 1980), Marzelline, Eva (auch beim Japan-Gastspiel 1987), Giulietta, Rosalinde, Micaela, Tatjana, Liu und Zdenka.
Gastspiele führten sie u. a. in die BRD, die UdSSR und die USA sowie Ost- und Westeuropa.
Sie war bis zu dessen Tod mit dem US-amerikanischen Tenor John Moulson verheiratet.

## Mitschnitte
- Gesamtaufnahme Die Kluge von Carl Orff unter Herbert Kegel (Titelpartie)